# Augusto Tiezzi
Augusto Tiezzi (Castagneto Carducci, 16 aprile 1910 – Roma, 19 ottobre 1990) è stato un direttore della fotografia italiano.

## Biografia
È stato uno dei più prolifici direttori della fotografia nel cinema italiano del Novecento; ha lavorato ininterrottamente dal 1935 (l'esordio fu con un film diretto da Giovacchino Forzano) al 1971, firmando quasi ottanta pellicole. Inoltre fondò e diresse l'Associazione Italiana Autori della Fotografia Cinematografica, l'A.I.A.F.C. Nel 1965 venne insignito della Medaglia d'Oro della manifestazione Una vita per il cinema. È deceduto nella capitale all'età di 80 anni.

## Filmografia
- Villafranca, regia di Giovacchino Forzano (1933)
- La canzone del sole, regia di Max Neufeld (1933)
- Hundert Tage, regia di Franz Wenzler (1935)
- Campo di maggio, regia di Giovacchino Forzano (1935)
- Buon viaggio, pover'uomo, regia di Giorgio Pàstina (1951)
- L'ingiusta condanna, regia  di Giuseppe Masini (1952)
- La barriera della legge, regia di Piero Costa (1954)
- Serenata a Maria, regia di Luigi Capuano (1957)
- Sorrisi e canzoni, regia di Luigi Capuano (1958)
- Il mondo dei miracoli, regia di Luigi Capuano (1959)
- Vento di primavera, regia di Giulio Del Torre e Arthur Maria Rabenalt (1959)
- I Reali di Francia, regia di Mario Costa (1959)
- I pirati della costa, regia di Domenico Paolella (1960)
- Le avventure di Mary Read, regia di Umberto Lenzi (1961)
- Zorro contro Maciste, regia di Umberto Lenzi (1962)
- Duello nella Sila, regia di Umberto Lenzi (1962)
- Sansone contro il corsaro nero, regia di Luigi Capuano (1963)
- Sansone contro i pirati, regia di Tanio Boccia (1963)
- Sansone e il tesoro degli Incas, regia di Piero Pierotti (1964)
- Ercole contro Roma, regia di Piero Pierotti (1964)
- Samoa, regina della giungla, regia di Guido Malatesta (1967)
- Le calde notti di Poppea, regia di Guido Malatesta (1969)
- Lo strangolatore di Vienna, regia di Guido Zurli (1971)
- Zorro alla corte d'Inghilterra, regia di Franco Montemurro (1971)